# Châtillon-sur-Indre

Châtillon-sur-Indre este o comună în departamentul Indre, Franța. În 1 ianuarie 2022 avea o populație de 2.296 de locuitori.